# Miao (rivière)
Pour les articles homonymes, voir Miao.
La Miao est une rivière du Congo-Kinshasa et un affluent de la Lulua, et fait partie du bassin du Congo. 